# All of You
All of You ist ein Popsong, dessen Text und Musik Cole Porter für sein Musical Silk Stockings geschrieben hat und 1954 veröffentlichte. Das Lied gehört zum Great American Songbook und entwickelte sich zu einem Jazzstandard.

## Hintergrund
Das Lied, das in einer 32-taktigen Liedform ABAC gehalten ist, ist als eine große Liebeserklärung verfasst. Der Erzähler erklärt der Person, die er liebt, dass er alles an ihr liebe, angefangen vom Blick und Mund über die Arme und die Seele bis hin zu ihren Reizen und er am liebsten Kontrolle über sie gewinnen möchte. Diese Liebesbeteuerungen gipfeln paradoxerweise in der Zeile: „So lieb auf jeden Fall ein kleines Stück von mir, denn ich lieb ja alles von Dir.“ Der „frivole Schlager“ gilt als ein „Meisterwerk“ Porters.
Don Ameche sang den Song in Porters Broadway-Musical Silk Stockings, das im November 1954 Premiere hatte und insgesamt 478 Aufführungen in New York erlebte. In Ameches Interpretation wurde er im März 1955 aufgenommen.
Er wurde auch 1957 in dessen Verfilmung verwendet, wo Fred Astaire ihn sang. Die Selbstzensur der Motion Picture Association fand Porters Anspielungen auf eine Rundreise durch die Person mit einem Zwischenstopp „im Süden“ von ihr potenziell anstößig für die amerikanische Moral. Doch die Wörter des Songs schafften es unbeschadet, im Schnitt für den Verleih zu bleiben, und somit in Astaires Interpretation auf der Kinoleinwand.

## Entwicklung zum Jazzstandard
Schon 1955 nahm Pianist Ahmad Jamal den Titel mit seinem Trio auf und spielte All of You etwa ein Jahrzehnt lang in seinen Konzerten. Eine coole Version nahm das Modern Jazz Quartet im selben Jahr für sein Album Concorde auf. Ein Jahr später folgte den Hinweisen Jamals Miles Davis (zunächst mit John Coltrane auf dem Album ’Round About Midnight), der diesen Standard auch noch knapp zehn Jahre später im Repertoire hatte, etwa bei Gastspiel im Plugged Nickel 1965.
Dank des hervorragenden Textes wurde All of You „eine Paradenummer für Sänger“, an die viele sich auch wagten: Schon 1956 sang Ella Fitzgerald das Stück auf ihrem Album Ella Fitzgerald Sings the Cole Porter Songbook. Ihr folgten die Interpretationen weiterer Jazzsängerinnen wie Sarah Vaughan, Helen Merrill und Cleo Laine 1958 sowie Anita O’Day (auf ihrem Album Anita O’Day Swings Cole Porter with Billy May, 1959), Billie Holiday und Annie Ross (mit Gerry Mulligan) im selben Jahr. Weiter zu nennen sind Tony Bennett und Frank Sinatra.
Extrem introspektiv war Bill Evans’ Spiel auf seinem Livealbum Sunday at the Village Vanguard. Dass All of You sich auch für raschere Interpretationen eignete, demonstrierte zuerst McCoy Tyner auf dem Newport Jazz Festival 1963.